# تامي بروس
تامي لي بروس (ولدت في 6 مارس 1967) هي سباحة أمريكية سابقة مثلت الولايات المتحدة في حدثين للسباحة الحرة في دورة الألعاب الأولمبية الصيفية عام 1988.

## بداياتها
وُلدت بروس في سان دييغو عام 1967. التحقت بمدرسة هيلتوب الثانوية في تشولا فيستا، كاليفورنيا ، وسبحت مع فريق هيلتوب لانسرز الثانوي. تخرجت من هيلتوب عام 1985. كما تدربت مع فريق سباحة ميشن فيجو نادادوريس. 

## السباحة الجامعية
قبلت بروس منحة رياضية للالتحاق بجامعة فلوريدا في جينزفيل بولاية فلوريدا، حيث سبحت لفريق السباحة والغوص التابع للمدرب راندي ريس في بطولة NCAA ومؤتمر الجنوب الشرقي (SEC) من عام 1986 إلى عام 1989. خلال مسيرتها الجامعية التي استمرت أربع سنوات، كانت بطلة وطنية في NCAA سبع مرات - ثلاث مرات في سباق 1650 ياردة حرة (1986، 1987، 1988)، ومرتين في سباق 500 ياردة حرة (1986، 1988)، ومرة واحدة في سباق 200 ياردة حرة، وكانت مع بايج زيمينا وكارمن كوارت وديبي دانييل، عضوًا في فريق التتابع لبطولة NCAA في سباق التتابع 4 × 200 ياردة حرة.  كما فازت بسبعة ألقاب فردية في SEC في سباقات 500 ياردة حرة (1986، 1987، 1988)، و1650 ياردة حرة (1986، 1987، 1988)، و200 ياردة حرة (1988)، وكانت عضوًا في ثلاثة فرق من فرق التتابع في بطولة SEC التابعة لـ Gators في سباق 4 × 200 ياردة (1986، 1987، 1988)، وتم تسميتها سباحة العام في SEC (1988) 
تم إدخال بروس إلى قاعة مشاهير الرياضة بجامعة فلوريدا باعتباره "أحد أعظم لاعبي التمساح" في عام 2005.

## مسيرة السباحة الدولية
في دورة الألعاب الأمريكية عام 1987 في إنديانابوليس بولاية إنديانا، كانت بروس حائزة على ميداليتين ذهبيتين في سباق 400 متر فردي متنوع وسباق 800 متر سباحة حرة.  وفي دورة الألعاب الأولمبية الصيفية عام 1988 في سيول، كوريا الجنوبية، احتلت المركز الرابع على مستوى العالم في سباق 400 متر سباحة حرة للسيدات بزمن قدره 4:08.16، والمركز الخامس في سباق 800 متر سباحة حرة للسيدات بزمن قدره 8:30.86.
حاولت بروس العودة إلى المنافسات عام 1993، بعد غياب دام عدة سنوات. وبينما كانت تتنافس مع فريق السباحة النسائي الأسترالي، احتلت المركز السادس في سباق 400 متر حرة قصير المسافة في بطولة العالم للسباحة التي نظمها الاتحاد الدولي للسباحة عام 1993 في بالما دي مايوركا، إسبانيا.

## الحياة بعد السباحة
تزوجت بروس من الرياضي الأولمبي الأسترالي وزميلها في فريق فلوريدا جاتور، دونكان أرمسترونج في أكتوبر 1989؛ وأنجبا ولدين. ثم انفصل أرمسترونج وبروس لاحقًا.